# U.C.C. Dolores
U.C.C. Dolores is een sciencefiction-stripreeks van Didier Tarquin. Ook zijn de tekeningen van zijn hand en ze zijn uitgegeven door uitgeverij L. De strip bestaat uit zes delen, waarvan de eerste drie in het Nederlands vertaald zijn.

## Verhaal
De stripreeks gaat over het ruimteschip U.C.C. Dolores. Belangrijkste hoofdpersonen zijn een aan alcohol verslaafde robotmoordenaar en een non.

## Albums
| 1 |  | In het spoor van de nieuwe pioniers | 2018-2020 |
| 2 |  | De wezen van Fort Messaoud          | 2019-2021 |
| 3 |  | Het rode kristal                    | 2021-2023 |
| 4 |  | Deel 4                              | 2021-2022 |
| 5 |  | Deel 5                              | 2023      |
| 6 |  | Les yeux du sans-peur               | 2025      |